# Isola Lyell
L'isola Lyell, conosciuta in lingua Haida come Athili Gwaii, è una vasta isola dell'arcipelago Haida Gwaii sulla costa settentrionale della Columbia Britannica, in Canada.
L'isola fa parte del Gwaii Haanas National Park Reserve and Haida Heritage Site ed è stata l'argomento centrale delle manifestazioni anti-diboscamento che hanno infine portato alla creazione del suddetto parco. Tra gli arrestati da parte della Royal Canadian Mounted Police durante tali proteste ci fu anche il politico canadese Svend Robinson.
Un'altra polemica nella quale l'isola fu coinvolta riguardò l'utilizzo delle sue foreste come cimitero per coloro che morirono durante l'epidemia di vaiolo che devastò l'arcipelago nel diciottesimo e nel diciannovesimo secolo.